# Вернер I фон Хадмерслебен
Вернер I фон Хадмерслебен (на немски: Werner I von Hadmersleben, Graf von Friedsburg/Friedeburg; † сл. 1314) е благородник от Хадмерслебен, граф на Фридебург/Фридсбург в Долна Саксония, господар на Егелн в Саксония-Анхалт.

## Произход
Той е син на Ото фон Хадмерслебен Стари († 1275/1276) и съпругата му графиня Юта фон Бланкенбург († 6 юли 1265), дъщеря на граф Зигфрид III фон Бланкенбург († сл. 1283) и графиня Мехтилд фон Волденберг († 1265/1269). Брат е на Бодо фон Хадмерслебен († 13 февруари 1280) и Ото III фон Хадмерслебен († 1280), господар на Хадмерслебен. Той има незаконен брат Дитрих, каноник в Хадмерслебен.

## Фамилия
Първи брак: ок. 1283 г. с принцеса Агнес фон Брауншвайг-Люнебург († 27 юни 1297/1314), дъщеря на херцог Йохан I фон Брауншвайг-Люнебург († 1277) и Луитгард фон Холщайн-Итцехое († 1289). Те имат две деца:
- Ото фон Хадмерслебен-Люнебург († ок. 1364), господар на Егелн и Люнебург, женен за Луитгард фон Регенщайн († сл. 1327), дъщеря на граф Улрих III фон Регенщайн-Хаймбург († 1322/1323) и принцеса София фон Анхалт-Ашерслебен († сл. 1308); имат двама сина
- София фон Хадмерслебен, канонеса в Кведлинбург

Втори брак: ок. 1295 г. с Мехтилд († сл. 1295). Бракът е бездетен.
Трети брак: на 27 юни 1297 г. в Орвието, Умбрия, с графиня Хайлвиг фон Олденбург-Делменхорст († сл. 1297), дъщеря на граф Ото II фон Делменхорст († 1304) и Ода фон Щернберг († 1291). Те имат две деца:
- Вернер фон Хадмерслебен, господар на Егелн, женен за Лукард
- Хедвиг